# Antonio Maria Buhagiar

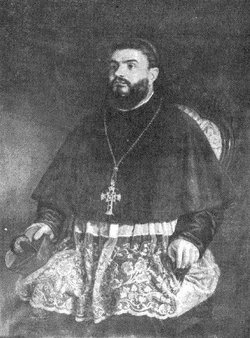
Antonio Maria Buhagiar

Antonio Maria Buhagiar OFM Cap (* 19. November 1846 in Kefalonia als Spiridione Salvatore Constantino Buhagiar; † 10. August 1891 in Santo Domingo) war ein römisch-katholischer Geistlicher maltesischer Abstammung, päpstlicher Diplomat und Apostolischer Administrator von Malta.

## Leben und Wirken

### Herkunft und frühe Jahre
Geboren wurde er auf der griechischen Insel Kefalonia als Sohn des aus Ħaż-Żebbuġ stammenden Kaufmanns Joseph Buhagiar und dessen Ehefrau Maria Concetta Attard, die aus Floriana kam. Sein Taufname war Spiridione Salvatore Constantino Buhagiar, sein weltlicher Name wird auch als Spiridion-Salvatore-Costantino Buhadgiar wiedergegeben. Als Jugendlicher zog er nach Malta und trat in den Orden der Kapuziner ein. Sein Noviziat verbrachte er in der St. Liberata’s Friary in Kalkara. Einer seiner leiblichen Brüder, Michael Buhagiar, wurde Diözesanpriester.
Aufgrund seiner exzellenten Studienleistungen empfahl der Provinzsuperior Giovanni Fedele da Gozo ihn dem Generalminister der Kapuziner für ein Studium außerhalb Maltas. Antonio Maria Buhagiar beherrschte neben Maltesisch, Italienisch und Latein auch Griechisch, Hebräisch, Französisch und Spanisch.

### Geistliche Laufbahn
Die Priesterweihe empfing Antonio Maria Buhagiar am 18. September 1869 durch Erzbischof Gaetano Pace Forno OSA. Der Generalminister des Kapuzinerordens, der sich wegen der Umwälzungen in Rom zu jener Zeit auf Malta aufhielt, erteilte ihm im Juni 1871 mit dem Prädikat summa cum laude die Predigterlaubnis. Ein ihm vom Generalminister angebotenes Lektorat in Philosophie lehnte Buhagiar ab, da er sich der pastoralen Tätigkeit widmen wollte. So wurde er Kaplan für den neu eröffneten Friedhof Santa Maria Addolorata in Paola.
Am 2. Mai 1872 verließ Antonio Maria Buhagiar Malta und reiste nach Tunis, wohin er auf Bitten des Apostolischen Vikars von Tunis, Fidèle Sutter OFM Cap, von der Kongregation De Propaganda Fide als Apostolischer Missionar berufen worden war, und wirkte vor allem unter Maltesern, die sich in Sfax angesiedelt hatten. Dort verbrachte er zwölf Jahre und blieb auch dort, nachdem er 1883 zum Weihbischof im Erzbistum Karthago berufen worden war.
Antonio Maria Buhagiar wurde am 12. August 1884 zum Apostolischen Vikar von Tunis und zum Titularbischof von Ruspae ernannt. Die Bischofsweihe spendete ihm am 31. August 1884 in Tunis der Erzbischof von Algier, Charles-Martial-Allemand Kardinal Lavigerie; Mitkonsekratoren waren Léon-Antoine-Augustin-Siméon Livinhac MAfr, Apostolischer Vikar von Victoria-Nyanza, und Jean-Baptiste-Frézal Charbonnier MAfr, Generalvikar der Gesellschaft der Missionare von Afrika (Weiße Väter).
Als der Bischof von Malta Carmelo Scicluna wegen Krankheit und fortschreitenden Alters der Unterstützung bedurfte, wurde Antonio Maria Buhagiar am 14. April 1885 von Papst Leo XIII. zum Apostolischen Administrator des Bistums Malta ernannt. Die britische Verwaltung Maltas zeigte sich überrascht von der Berufung eines frankophilen Bischofs in die Diözese Malta, und auch der Klerus des Bistums war verärgert darüber, dass bei der Besetzung dieses wichtigen Amtes ein im Ausland lebender Malteser den Vorzug vor den einheimischen Geistlichen erhalten hatte. Nachdem Erzbischof Scicluna am 12. Juli 1888 gestorben war, wurde Buhagiar 1889 durch den Bischof von Gozo Pietro Pace ersetzt. Am 8. Januar 1891 wurde Antonio Maria Buhagiar zum Apostolischen Delegaten und außerordentlichen Gesandten in San Domingo, Haiti und Venezuela ernannt.

### Tod
Sechs Monate nach seiner Ankunft infizierte Antonio Maria Buhagiar sich mit Gelbfieber und starb am 10. August 1891 gegen 11 Uhr abends im Alter von erst 44 Jahren an der Krankheit, nachdem der Erzbischof von Santo Domingo, Fernando Antonio Arturo de Meriño y Ramírez, ihm die Sterbesakramente gespendet hatte. Beigesetzt wurde er in der Kathedrale von Santo Domingo.
Sein leiblicher Bruder Michael Buhagiar, der ihn nach Santo Domingo begleitet hatte, erkrankte ebenfalls an Gelbfieber und starb wenige Tage nach ihm.